# The Red Girl
The Red Girl er en amerikansk stumfilm fra 1908 af D. W. Griffith.

## Medvirkende
- Florence Lawrence
- Charles Inslee
- Linda Arvidson
- Clara T. Bracy
- George Gebhardt